# Cynanchum graminiforme
Cynanchum graminiforme är en oleanderväxtart som beskrevs av S. Liede. Cynanchum graminiforme ingår i släktet Cynanchum och familjen oleanderväxter. Inga underarter finns listade i Catalogue of Life.